# Putting It Over (film 1916)
Putting It Over è un cortometraggio muto del 1916 diretto da Charles Michelson.

## Produzione
Il film fu prodotto dalla Essanay Film Manufacturing Company.

## Distribuzione
Distribuito dalla General Film Company, il film - un cortometraggio in due rulli - uscì nelle sale cinematografiche USA il 13 giugno 1916.